# Kostel svatého Ondřeje (Kolovraty)
Kostel svatého Ondřeje v Praze 10-Kolovratech je barokní filiální kostel římskokatolické církve. Nachází se na malém hřbitově v ulici Mírová 79a. Od 3. května 1958 je zařazen na seznam kulturních památek pod číslem 41274/1-1999.

## Historie

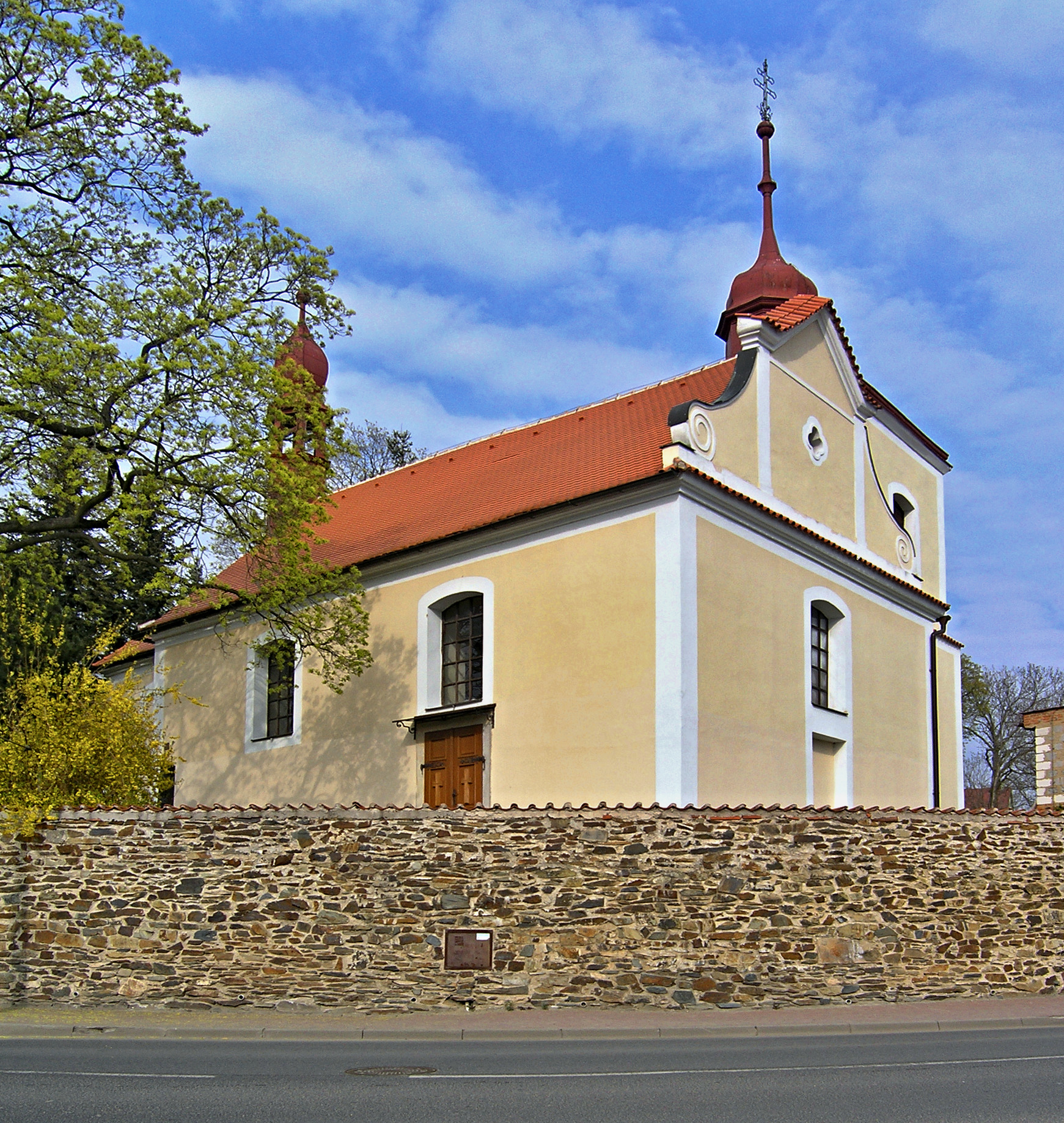
Kostel svatého Ondřeje

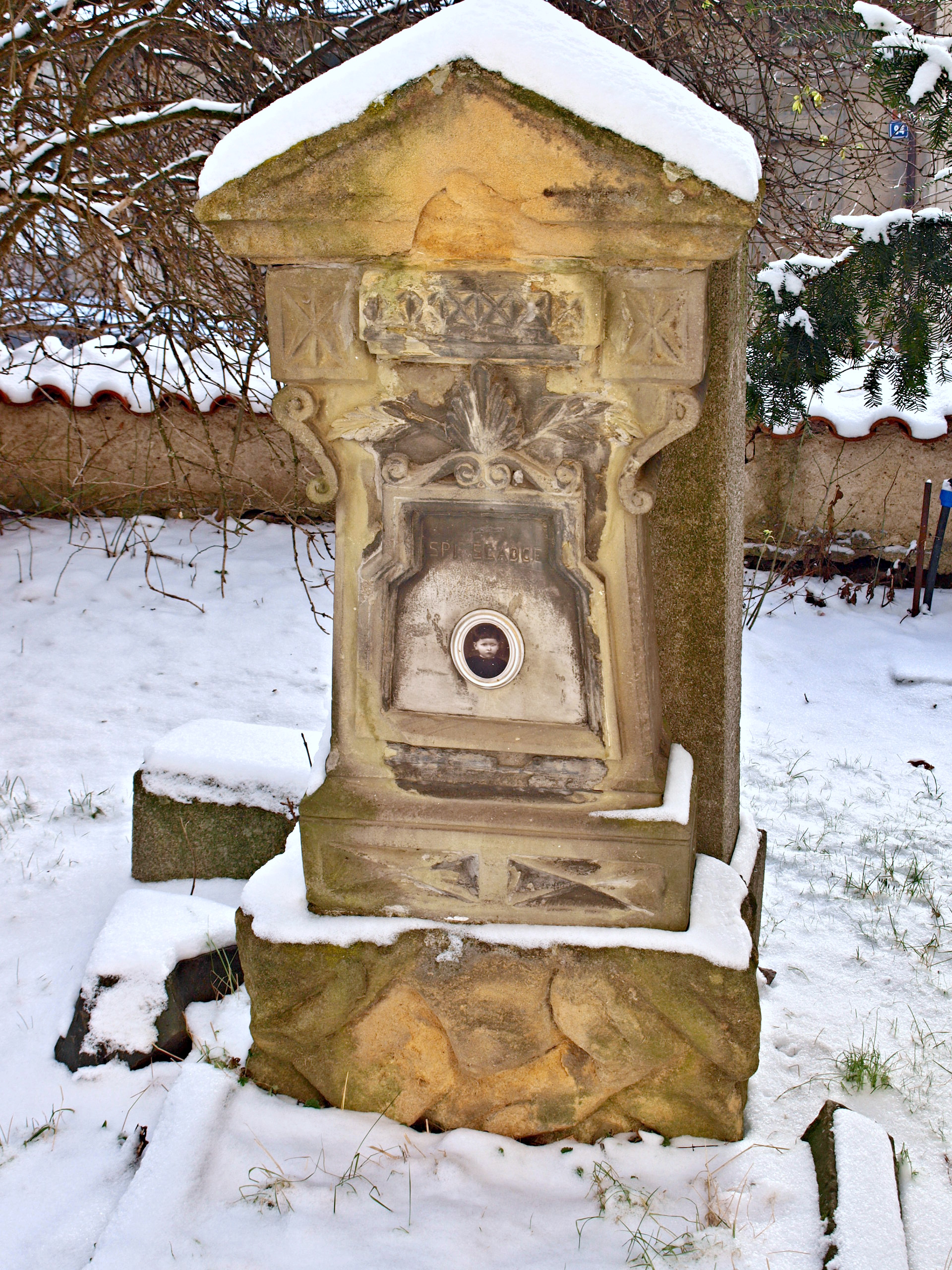
Náhrobek dítěte na hřbitově u kostela

Kolovratský kostel je nejstarší zdejší památkou. První písemná zmínka o gotickém, původně snad románském kostele, pochází z roku 1363, ovšem již roku 1352 byla v obci plebánie, jako plebán je uváděn jakýsi Jan. V roce 1650 byly provedeny opravy a roku 1767 proběhla celková přestavba kostela podle plánu architekta Václava Budila z Říčan. Jednolodní stavba zůstala dispozičně zachována a k ní byly přistavěny některé části. Z původního gotického kostela se zachoval zazděný portál ve věžním vstupu.

## Popis
Gotický portál ve věži je jediná část, která se zachovala z původního kostela. Pod věží jsou patrné pozůstatky barokních maleb z roku 1670. Obraz patrona sv. Ondřeje na hlavním oltáři z roku 1961 je dílem malíře Jakuba Husníka. Nevelké varhany jsou z poloviny 19. století. Zvon z roku 1546 v nízké kostelní věži byl ulit zvonařem Stanislavem Klatovským na Starém Městě pražském.
Kostel se nachází na pozemku již nepoužívaného hřbitova. Poblíž ulice K Říčanům byl založen nový hřbitov.